# 乃木坂太郎
乃木坂 太郎（のぎざか たろう、1968年 - ）は、日本の男性漫画家。石川県七尾市出身で日本大学藝術学部映画学科を卒業し、作品に『医龍-Team Medical Dragon-』がある。
1999年に『HOOP STAR』を『週刊少年サンデー増刊号』に連載して漫画家の活動を始め、2000年に『キリンジ』を『週刊少年サンデー』に短期集中で連載した。
小学館の漫画雑誌『ビッグコミックスペリオール』に、『医龍-Team Medical Dragon-』を2002年から2011年まで連載して第50回（平成16年度）小学館漫画賞青年向け部門、『幽麗塔』を2011年12号から2014年22号まで連載して2014年度第14回センス・オブ・ジェンダー賞大賞、となり、『第3のギデオン』を2015年12号から2018年10号まで連載する。『夏目アラタの結婚』を2019年14号から2024年4号まで連載し、2025年に第70回小学館漫画賞を受賞。
漫画家の松江名俊と親交があり、松江名が運営するウェブサイトや短編集「史上最強のガイデン」内のおまけページにイラストを寄稿するなどの交流が見られる。

## 作品リスト
- HOOP STAR
- キリンジ-Open The Adventure Door-、全1巻
- 医龍-Team Medical Dragon-（原案・永井明）、全25巻
- 幽麗塔〜黒岩涙香「幽霊塔」より〜、全9巻
- 第3のギデオン（資料・文献提供：山中聡）、全8巻
- 夏目アラタの結婚、全12巻

## アシスタント
- 向後和幸